# 26 décembre
Pour les articles homonymes, voir Vingt-Six-Décembre.
26 novembre 26 janvier
Chronologies thématiques
- Croisades
- Ferroviaires
- Sports
- Disney
- Anarchisme
- Catholicisme

Abréviations / Voir aussi
- (° 1852) = né en 1852
- († 1885) = mort en 1885
- a.s. = calendrier julien
- n.s. = calendrier grégorien
- Calendrier
- Calendrier perpétuel
- Liste de calendriers
- Naissances du jour

Le 26 décembre est le 360e jour de l'année du calendrier grégorien, le 361e en cas d'année bissextile. Il reste alors 5 jours avant la fin de l'année.
C'était généralement le 6e jour du mois de nivôse dans le calendrier républicain français, officiellement dénommé jour de la lave.

## Événements

### IXesiècle
- 887 : Bérenger Ier de Frioul est élu roi d'Italie, par les seigneurs de Lombardie, et couronné à Pavie.

### XVesiècle
- 1418 : le dauphin Charles, futur roi de France Charles VII, se proclame régent du royaume de France[1].

### XVIIIesiècle
- Révolution française :
  - en 1790, le roi Louis XVI signe le décret d'application de la Constitution civile du clergé.
  - En 1792, fin du procès de Louis XVI déchu, marqué par la plaidoirie de Romain de Sèze, l'un de ses défenseurs.
  - En 1793, bataille de Wissembourg, au nord de l'Alsace.

### XIXesiècle
- Guerres napoléoniennes en Europe :
  - en 1805, traité de Presbourg.
  - En 1806,
    - bataille de Golymin et
    - bataille de Pultusk.

### XXesiècle
- 1943, seconde guerre mondiale : 
  - en Allemagne nazie, attentat annulé de Claus von Stauffenberg contre Hitler ;
  - le dernier cuirassé allemand, le Scharnhorst, est coulé par la Royal Navy britannique, au nord de la Norvège.
- 1982 : début du conflit en Casamance (sud du Sénégal et de la Gambie).
- 1989 : Petre Roman est nommé premier ministre de la Roumanie en révolution post-Ceausescu.
- 1990 : le Parlement algérien décide la généralisation de l'utilisation de la langue arabe avant 1997[2].
- 1991 : le Soviet Suprême se réunit à Moscou, et dissout formellement l'URSS.

### XXIesiècle
- 2004 : la réédition du second tour de l'élection présidentielle en Ukraine (après l'invalidation des résultats du 21 novembre pour fraudes) donne la victoire au candidat de l'opposition Viktor Iouchtchenko, avec 52 % des suffrages, face au premier ministre sortant Viktor Ianoukovytch.
- 2017 : au Liberia, en Afrique de l'Ouest, l'ancien footballeur professionnel George Weah est élu président de la République.

## Art, culture et religion
- 1531 : translation de la relique de l'Image de Notre-Dame de Guadalupe dans la première chapelle dédiée à Notre-Dame de Guadalupe, dans ce qui deviendra plus tard le Sanctuaire marial de Notre-Dame de Guadalupe[3].
- 1973 : sortie aux États-Unis du film L'Exorciste, de William Friedkin, qui provoque une hystérie collective chez certains spectateurs.
- 1992 : l'animateur imitateur Patrick Sébastien réalise la plus forte audience calculée (par Médiamétrie) à ce jour en France, pour un programme de divertissement télévisé, avec son émission hapax Le Grand Bluff, qui figure au Guinness Book des records, et qui reste encore, à l'heure actuelle, l'émission de divertissement, tous horaires et toutes chaînes de télévision confondus, la plus regardée, avec environ 17 494 000 téléspectateurs en raison de sa diffusion à partir d'environ 20 h 35.

## Sciences et techniques
- 1898 : les savants français Pierre et franco-polonaise Marie Curie annoncent, à l'Académie des sciences, la découverte du radium et du polonium, et proposent le vocable radioactivité. Ils démontrent que le thorium produit des rayonnements.
- 1975 : mise en service du Tupolev 144, premier avion de transport de passagers supersonique.

## Économie et société
- 1945 : la France ratifie les accords de Bretton Woods[4].
- 1978 : départ du premier rallye auto-moto Paris-Dakar pour 170 concurrents depuis le Trocadéro dans Paris[5].
- 1999 : la tempête Lothar dévaste des forêts européennes.
- 2003 : Le séisme de 2003 à Bam, en Iran, sur une échelle de magnitude de 6,5Mw, provoque au moins 40 000 morts et 50 000 blessés, et détruit la citadelle classée Arg-é Bam vieille de vingt-cinq siècles.
- 2004 : un séisme au large de Sumatra dans l'océan Indien déclenche un raz-de-marée en Asie du Sud-Est tuant plus de 220 000 personnes.

## Naissances

### XIIesiècle
- 1194 : Frédéric de Hohenstaufen, empereur germanique sous le nom de Frédéric II de 1220 à 1250 († 13 décembre 1250).

### XVIesiècle
- 1532 : Guilielmus Xylander, humaniste et philologue allemand († 10 février 1576).
- 1537 : Albert de Nassau-Weilbourg, comte allemand († 11 septembre 1593).
- 1552 : Seonjo / 선조 (Yi Yeon / 이연 dit), roi de Corée de la période Joseon, de 1567 à 1608 († 17 mars 1608).
- 1581 : Philippe III de Hesse-Butzbach, landgrave de Hesse-Butzbach († 28 avril 1643).

### XVIIesiècle
- 1604 : Aoyama Munetoshi (青山 宗俊), daimyō japonais († 26 mars 1679).
- 1618 : Élisabeth de Bohême, princesse palatine, abbesse protestante d'Herford († 11 février 1680).
- 1630 : Gabriel Blanchard, peintre, académicien et marchand de tableaux français († 30 avril 1704).
- 1632 : Louis Gabaret, officier de marine français († 3 mars 1677).
- 1640 : Charles Rosier, violoniste et compositeur belge († 12 décembre 1725).
- 1643 : Maeda Tsunanori (前田 綱紀), daimyō japonais († 29 juin 1724).
- 1646 : Élisabeth-Marguerite d'Orléans, duchesse de Guise († 17 mars 1696).
- 1664 : Johann Melchior Dinglinger, orfèvre allemand († 6 mars 1731).
- 1671 : Philipp Ludwig Wenzel von Sinzendorf, ministre d'État autrichien († 8 février 1742).
- 1676 : Marc-Antoine de Dampierre, maître de vénerie, sonneur de trompe et compositeur français († 17 juin 1756).
- 1680 : Jan Stephan Ligenza Kurdwanowski, physicien polonais († 21 juin 1780).
- 1684 : Hilaire-Armand Rouillé du Coudray, noble breton († 1759).
- 1698 : Filippo della Valle, sculpteur italien († 29 avril 1768).

### XVIIIesiècle
- 1716 :
  - Thomas Gray, poète anglais et professeur d’histoire († 30 juillet 1771).
  - Jean-François de Saint-Lambert, poète français († 9 février 1803).
- 1723 : Friedrich Melchior Grimm, écrivain allemand († 19 décembre 1807).
- 1756 : Bernard-Germain de Lacépède, zoologiste et homme politique français († 6 octobre 1825).
- 1770 : Pierre Cambronne, général d'Empire français († 29 janvier 1842).
- 1771 : Julie Clary, épouse de Joseph Bonaparte, reine consort de Naples de 1806 à 1808 puis d'Espagne de 1808 à 1813 († 7 avril 1845).
- 1791 : Charles Babbage, mathématicien britannique († 18 octobre 1871).
- 1800 : Jem Ward, boxeur anglais († 3 avril 1884).

### XIXesiècle
- 1835 : Giovanni Canestrini, naturaliste italien († 14 février 1900).
- 1847 : Stéphen Sauvestre, architecte français († 18 juin 1919).
- 1853 : René Bazin, romancier, écrivain et académicien français († 20 juillet 1932).
- 1857 : Albert Rouyer, officier de marine français († 22 mars 1930).
- 1863 : Charles Pathé, producteur de films français († 25 décembre 1957).
- 1867 : Julien Benda, écrivain et philosophe français († 7 juin 1956).
- 1869 : Mathieu Cordang, coureur cycliste néerlandais († 24 mars 1942).
- 1878 : Alex Raisbeck, footballeur écossais († 12 mars 1949).
- 1880 : Monckton Hoffe, dramaturge et scénariste irlandais (†4 novembre 1951).
- 1882 : 
  - Marcel Bloch, artiste peintre français († 17 avril 1966).
  - Louis Heusghem, coureur cycliste belge († 26 août 1939).
- 1883 : 
  - Maurice Utrillo, peintre français († 5 novembre 1955).
  - Alec McNair, footballeur écossais († 18 novembre 1951).
- 1884 : Félix Éboué, homme politique français († 17 mai 1944).
- 1887 : Marguerite Pierry, actrice française († 20 janvier 1963).
- 1889 : Julien Verbrugghe, footballeur français († 26 août 1916).
- 1890 : Arnauld Doria, historien de l'art français († 27 décembre 1977).
- 1891 :
  - Jean Galtier-Boissière, écrivain, polémiste, journaliste français († 22 janvier 1966).
  - Henry Miller, romancier américain († 7 juin 1980).
- 1892 : Don Barclay, acteur américain († 16 octobre 1975).
- 1893 : Mao Zedong (毛泽东), homme politique chinois, président de la république populaire de Chine de 1954 à 1959 († 9 septembre 1976).
- 1894 : Albert Vandel, zoologiste et biospéologue français († 11 octobre 1980).
- 1896 : Magdalena Spínola, poétesse, journaliste et féministe guatémaltèque († 7 janvier 1991).
- 1898 : 
  - Samuel Jennings, footballeur anglais († 26 août 1944).
  - Hector Martin, coureur cycliste belge († 9 août 1972).
  - Simon Paque, homme politique belge († 17 décembre 1977).

### XXesiècle
- 1902 : Alberto Morin, acteur portoricain († 7 avril 1989).
- 1903 : Elisha Cook Jr., acteur portoricain († 18 mai 1995).
- 1905 :
  - Anfilogino Guarisi, footballeur italo-brésilien († 8 juin 1974).
  - Mario Varglien, footballeur et entraineur italien († 11 août 1978).
  - Louis Van Lint, peintre belge († 27 décembre 1986).
- 1912 : Alexandre Sergueïevitch Davydov (Александр Сергеевич Давы́дов), physicien ukrainien († 19 février 1993).
- 1913 : Frank Swift, footballeur anglais († 6 février 1958).
- 1914 : Richard Widmark, acteur et producteur de film américain († 24 mars 2008).
- 1917 : Rose Mary Woods, secrétaire du président Richard Nixon lors du scandale du Watergate († 22 janvier 2005).
- 1918 : 
  - Ntsu Mokhehle, homme d'État lesothan († 6 janvier 1999).
  - Geórgios Rállis, homme politique grec, Premier ministre de la Grèce de 1980 à 1981 († 15 mars 2006).
- 1920 : Maurice Gendron, violoncelliste français († 20 août 1990).
- 1921 : Steve Allen, acteur, compositeur et scénariste américain († 30 octobre 2000).
- 1924 : 
  - Paul Chambrillon, critique dramatique et chroniqueur gastronomique français († 28 décembre 2000).
  - Charles Deckers, prêtre catholique belge († 27 décembre 1994).
- 1925 : 
  - Claude Meillassoux, anthropologue français († 2 janvier 2005).
  - Georg Buschner, footballeur et entraineur allemand († 12 juillet 2007).
- 1926 : 
  - Arcabas (Jean-Marie Pirot dit), peintre et sculpteur français et lorrain surtout d'art sacré († 23 août 2018).
  - Gina Pellón, peintre cubaine († 26 mars 2014).
- 1927 : 
  - Alan King, acteur et producteur américain († 9 mai 2004).
  - Denis Quilley, acteur anglais († 5 octobre 2003).
- 1928 : Martin Cooper, ingénieur américain chez "Motorola", entrepreneur considéré comme l'inventeur du téléphone mobile[6].
- 1929 :
  - Kathleen Crowley, actrice américaine († 23 avril 2017).
  - André Lajoinie, homme politique français († 26 novembre 2024).
  - Régine (Régina Zylberberg dite), chanteuse et animatrice de cabarets française († 1er mai 2022).
- 1930 : 
  - Jean Ferrat (Jean Tenenbaum dit), auteur-compositeur-interprète français († 13 mars 2010).
  - Donald Moffat, acteur britannique († 20 décembre 2010).
- 1931 : Roger Piantoni, footballeur international français († 26 mai 2018).
- 1933 : 
  - John Horton Conway, mathématicien britannique († 11 avril 2020).
  - Olavi Salsola, athlète finlandais († 8 octobre 1995).
- 1934 : Martín Pando, footballeur argentin († 7 mai 2021).
- 1935 : 
  - Gnassingbé Eyadema, homme politique et militaire togolais, président de la République du Togo de 1967 à 2005 († 5 février 2005).
  - Tōru Hara, animateur et producteur japonais.
  - Norman Victor Alexander « Norm » Ullman, hockeyeur sur glace professionnel canadien.
- 1936 :
  - Vitaliy Hodziatsky, compositeur ukrainien.
  - Virpi Niemelä, astronome et astrophysicienne argentine († 18 décembre 2006).
  - Gilchrist Olympio, homme politique togolais.
  - Trevor Taylor, pilote automobile britannique († 27 septembre 2010).
- 1937 : 
  - John Horton Conway, mathématicien britannique († 11 avril 2020).
  - Christina Schollin, actrice suédoise.
- 1938 : José Luis Alcaine, directeur de la photographie espagnol.
- 1939 :
  - Fred Schepisi, réalisateur et scénariste australien.
  -  Harvey Phillip « Phil » Spector, producteur de musique et auteur-compositeur américain († 16 janvier 2021).
- 1941 : 
  - Gilbert Meyer, homme politique français († 21 septembre 2020).
  - Daniel Schmid, réalisateur suisse († 6 août).
  - Şener Şen, acteur turc.
- 1942 : Alain Plantefol, joueur de rugby français († 23 juin 2022).
- 1943 : Gérard Bouchard, sociologue, historien, écrivain et professeur québécois.
- 1944 : Jane Lapotaire, actrice britannique.
- 1945 : 
  - Antonio Lomelín, matador mexicain († 7 mars 2004).
  - John Walsh, animateur de télévision américain.
- 1946 :
  - Fabien Limonta, homme politique français.
  - Xavier Raufer, criminologue et essayiste français.
  - Denis Seznec, écrivain et conférencier français.
- 1947 : 
  - Jean Echenoz, écrivain français.
  - Carlton Fisk, joueur de baseball américain.
  - Paul Joseph Mukungubila Mutombo, pasteur et homme politique congolais.
  - Dick Roth, nageur américain.
  - Dominique Baratelli, footballeur français.
- 1948 : Chris Chambliss, joueur de baseball américain.
- 1949 : 
  - Alain Mamou-Mani, producteur et auteur français.
  - Mikhaïl Boïarski, acteur et chanteur russe.
  - Keiji Matsumoto, pilote automobile japonais († 17 mai 2015).
- 1950 : Raja Pervez Ashraf, homme politique pakistanais.
- 1951 : 
  - Steve Bisley, acteur australien.
  - Fatima Houda-Pepin, femme politique et politicologue québécoise.
- 1952 : 
  - Alexandre Ankvab, homme politique abkhaze.
  - Dominique Pasquier, sociologue et universitaire française († 8 avril 2025).
- 1953 : 
  - Michel Guimond, homme politique canadien († 19 janvier 2015).
  - Steve Sisolak, homme politique américain.
- 1954 :
  - Ullrich Diessner, rameur d'aviron est-allemand champions olympique.
  - Walter Diessner, rameur d'aviron est-allemand champion olympique.
  - Alain Lenglet, acteur français.
  - Tony Rosato, acteur et scénariste canadien († 10 janvier 2017).
  - Osborne Earl « Ozzie » Smith, joueur de baseball américain.
- 1956 : 
  - Fanny Dombre-Coste, femme politique française.
  - Holger Hiller, musicien et chanteur allemand.
  - Pascal Lelarge, haut-fonctionnaire français.
  - Albert Pigot, réalisateur et metteur en scène français.
- 1957 : 
  - Yavé Cahard, coureur cycliste français.
  - Mike South réalisateur américain.
- 1958 : 
  - Jean-Marc Aveline, cardinal français, archevêque de Marseille.
  - Mieko Harada, actrice japonaise.
  - Yolaine de La Bigne, journaliste française.
  - Valli, chanteuse et animatrice de radio franco-américaine.
  - Shota Khabareli, judoka géorgien champion olympique.
- 1959 : 
  - Mariano Barroso, réalisateur et producteur espagnol.
  - Pascal Guyot, coureur cycliste français.
- 1960 : 
  - Pascale Breton, scénariste et réalisatrice française.
  - Aziz Bouderbala, footballeur marocain.
  - Bruno Gilles, homme politique français.
  - Temuera Morrison, acteur néo-zélandais.
  - Cem Cengiz Uzan, homme d'affaires turc.
- 1961 : 
  - Daniel Bélanger, auteur-compositeur et interprète québécois.
  - John Lynch, acteur irlandais.
  - Tahnee Welch, actrice et mannequin américaine.
  - Fabrice Drouelle, journaliste français.
- 1962 : 
  - Jean-Marc Ferreri, footballeur français.
  - James Kottak, batteur américain du groupe Scorpions († 9 janvier 2024).
  - Fabienne Babe, actrice française.
  - Brice Depasse, journaliste et animateur belge.
- 1963 : 
  - Lars Ulrich, batteur danois et membre fondateur du groupe de heavy metal Metallica.
  - William « Bill » Percey Wennington, joueur de basket-ball canadien.
- 1964 : Absalon, artiste israélien († 10 octobre 1993).
- 1967 : 
  - Gilles Stassart, journaliste, écrivain et cuisinier français.
  - Nicolas Charbonneau, journaliste français.
- 1968 : 
  - Michelle Dusserre, gymnaste américaine.
  - Nuttea, chanteur français.
- 1969 : 
  - Thomas Linke, footballeur allemand.
  - Isaac Viciosa, athlète espagnol.
- 1970 : 
  - Danielle Cormack, actrice néo-zélandaise.
  - Simon Gopane, footballeur sud-africain.
- 1971 : 
  - Cécile Bois, actrice française.
  - Alexandra Rapaport, actrice suédoise d'origine polonaise.
  - Marie-Alice Sinaman, humoriste française.
  - Tatiana Sorokko, mannequin et journaliste de mode américaine d'origine russe.
  - Jared Leto, acteur et réalisateur américain.
  - Émeric Bréhier, homme politique français.
- 1972 : 
  - Ben Davis, basketteur américain.
  - Jérôme Le Banner, kick-boxeur français.
  - Shane Meadows, réalisateur anglais.
  - Dana Olmert, éditrice et militante israélienne.
- 1974 : 
  - Antonia de Rendinger, humoriste française.
  - Julia Koschitz, actrice autrichienne.
  - Josie Ho, actrice et chanteuse hongkongaise.
  - Joshua John Miller, acteur et réalisateur américain.
  - Jérôme Daret, joueur de rugby et entraineur français.
  - Lucas Cruz, copilote automobile espagnol.
- 1975 : 
  - Nilson Corrêa Júnior, footballeur brésilien.
  - Marcelo Ríos, joueur de tennis chilien.
  - Laura Rojas Hernández, femme politique mexicaine.
  - Charles Perrière, acteur franco-centrafricain.
  - Pablo Puyol, acteur et chanteur espagnol.
  - Hunter Carson, acteur américain.
  - Diederik van Rooijen, réalisateur et scénariste néerlandais.
  - Giancarlo Pedote, navigateur et skipper italien.
- 1976 : 
  - Xavier Batut, homme politique français.
  - Fabián Carini, footballeur uruguayen.
  - Yanina Karolchyk-Pravalinskay, athlète biélorusse championne olympique du lancer du poids.
- 1977 : Fatih Akyel, footballeur turc.
- 1978 : 
  - Noom Diawara, comédien et scénariste français.
  - Agnès Verdier-Molinié, lobbyiste et essayiste français.
  - Pavel Wroblewski, programmateur et homme d'affaires russe.
- 1979 : Cassandre Manet, actrice française.
- 1980 :
  - Sonia Escolano, réalisatrice espagnole.
  - Jo Jeong-seok (조정석), acteur sud-coréen.
  - David Lowery, cinéaste américain.
  - Todd Dunivant, footballeur américain.
- 1981 : 
  - Fabrice Estebanez, joueur de rugby français.
  - Nikolai Nikolaeff, acteur australien.
  - Shu-Aib Walters, footballeur sud-africain.
  - Yann Genty, handballeur français.
  - Armelle Faesch, volleyeuse française.
- 1982 : 
  - Bas Sibum, footballeur néerlandais.
  - Aksel Lund Svindal, skieur alpin norvégien.
  - Shun Oguri, acteur japonais.
  - Roxanne Pallett, actrice et danseuse anglaise.
  - Julien Fébreau, journaliste français.
- 1983 : John Sutton, footballeur anglais.
- 1984 : 
  - Leonardo Ghiraldini, joueur italien de rugby.
  - Alex Schwazer, athlète italien.
- 1985 : 
  - Beth Behrs, actrice américaine.
  - Claire Sermonne, actrice française.
  - Gediminas Bagdonas, coureur cycliste lituanien.
  - Tom Leezer, coureur cycliste néerlandais.
- 1986 :
  - Kit Harington, acteur anglais.
  - Hugo Lloris, footballeur français.
  - Charles Templon, acteur français.
  - Bruce Grannec, joueur professionnel français de jeux vidéo.
  - Manu Leiataua, joueur de rugby samoan.
- 1987 : 
  - Amine Chermiti, footballeur tunisien.
  - Emmanuel Sarki, footballeur haïtien.
  - Mikhail Kukushkin, joueur de tennis kazakh.
- 1988 : 
  - Cicinho, footballeur bulgaro-brésilien.
  - Lucas Deaux, footballeur français.
  - Etien Velikonja, footballeur slovène.
  - Gaëlle Garcia Diaz, mannequin et actrice belge.
  - Alex Darlington, footballeur gallois.
  - Guy Edi, basketteur franco-ivoirien.
- 1989 : 
  - Yohan Blake, athlète jamaïcain.
  - Sofiane Feghouli (سفيان فيغولي), footballeur algérien.
  - Pa Modou Jagne, footballeur gambien.
  - Diego Simonet, handballeur argentin.
  - Tomáš Kundrátek, hockeyeur sur glace tchèque.
- 1990 :
  - Jon Bellion, chanteur américain.
  - Andrew Dennis « Andy » Biersack, chanteur et parolier américain.
  - Cory Jefferson, basketteur américain.
  - Aaron Ramsey, footballeur gallois.
  - Denis Tcherychev, footballeur russe.
  - Telusa Veainu, joueur tongien de rugby.
  - Mark Ebanks, footballeur caïmanais.
- 1991 : 
  - Eden Sher, actrice américaine.
  - Mitchell Mann, joueur de snooker anglais.
- 1992 : Andrew Nabbout, footballeur australien.
- 1993 : 
  - Rénelle Lamote, athlète française.
  - Taleni Seu, joueur de rugby samoan.
  - Jalal Abdi, footballeur iranien.
- 1994 : 
  - Hassan Yazdani, lutteur iranien.
  - Julia Sedefdjian, chef cuisinière française.
  - Souleymane Coulibaly, footballeur ivoirien
- 1996 : 
  - Marin Jakoliš, footballeur croate.
  - Omar Alderete, footballeur paraguayen.
- 1997 : 
  - Gaspard Meier-Chaurand, acteur français.
  - Lucas Hergott, basketteur français.
- 1998 : 
  - Jasin-Amin Assehnoun, footballeur finlandais.
  - Saleh Hardani, footballeur iranien.
- 1999 : Abou Ouattara, footballeur burkinabé.
- 2000 : 
  - Julen Agirrezabala, footballeur espagnol.
  - Theo Dan, joueur de rugby anglais.

### XXIesiècle
- 2001 : Musa Juwara, footballeur gambien.
- 2002 : Stipe Biuk, footballeur croate.
- 2005 : Elyaz Zidane, footballeur français.

## Décès

### IIIesiècle
- 268 : Denys, 25e pape, en fonction de 260 à 268 (° date inconnue).

### Vesiècle
- 418 : Zosime, 41e pape de 417 à 418 (° date inconnue).
- 481 : Childéric Ier, roi des Francs saliens, de 457 à 481, entre son père légendaire Mérovée, et son fils Clovis Ier (° date inconnue).

### XIIIesiècle
- 1278 : Boleslas II le Chauve, aristocrate polonais (° entre 1220 et 1225).

### XIVesiècle
- 1350 : Jean de Marigny, prélat français, évêque de Senlis, puis de Beauvais, de 1313 à 1347, et archevêque de Rouen, de 1347 à 1350 (° v. 1260).

### XVesiècle
- 1458 : Arthur III, duc de Bretagne de 1457 à 1458 (° 24 août 1393).

### XVIesiècle
- 1574 : Charles de Guise, cardinal de Lorraine, prélat français, archevêque de Reims et prince-évêque de Metz (° 17 février 1524).

### XVIIesiècle
- 1604 : François de l'Enfant-Jésus, carme déchaux espagnol (° 1544).
- 1624 : Simon Marius, astronome allemand (° 10 janvier 1573).
- 1627 : Vincent II de Mantoue, noble italien, duc de Mantoue et de Montferrat, de 1626 à 1627 (° 8 février 1594).

### XVIIIesiècle
- 1708 : Philipp Johann Tilemann, théologien protestant (° 11 novembre 1640).
- 1731 : Antoine Houdar de La Motte, écrivain français (° 17 janvier 1672).
- 1738 : Alexander Tilemann von Heespen, juriste danois (° 7 avril 1677).
- 1758 : François-Joseph de Chancel, auteur dramatique et poète français (° 1er janvier 1677).
- 1771 : Claude-Adrien Helvétius (Claude-Adrien Schweitzer dit), philosophe français (° 26 janvier 1715).

### XIXesiècle
- 1806 : Carmontelle (Louis Carrogis dit), écrivain et peintre français (° 15 août 1717).
- 1820 : Joseph Fouché, homme politique français (° 21 mai 1759).
- 1869 : Jean-Léonard-Marie Poiseuille, physiologiste français (° 22 avril 1797).
- 1886 : 
  - Walerian Kalinka, prêtre et historien polonais (° 20 novembre 1826).
  - John Alexander Logan, militaire et homme politique américain (° 9 février 1826).
  - Theodor von Oppolzer, astronome autrichien (° 26 octobre 1841).
- 1890 : Heinrich Schliemann, archéologue allemand (° 6 janvier 1822).
- 1900 : William George Beers, dentiste et athlète canadien (° 5 mai 1943).

### XXesiècle
- 1917 : Gaston Alibert, épeiste français (° 22 février 1878).
- 1921 : Miguel Faílde, compositeur et musicien cubain (° 23 décembre 1852).
- 1931 : Melvil Dewey, bibliothécaire américain (° 10 décembre 1851).
- 1934 : Joseph-Elzéar Bernier, capitaine de navire et explorateur québécois (° 1er janvier 1852).
- 1942 : 
  - Frank Dawson Adams, géologue canadien (° 17 septembre 1859).
  - Jeanne Adnet, anarchiste et socialiste française (° 8 janvier 1871).
  - Fernand Bonnier de La Chapelle, résistant français (° 4 novembre 1922).
- 1944 : Alexandre Villaplane, footballeur français (° 12 septembre 1905).
- 1948 : Pierre Girieud, peintre français (° 17 juin 1876).
- 1950 : 
  - René Ricol, Homme d'affaires français.
  - Liane de Pougy (Anne-Marie Chassaigne dite), danseuse et courtisane française de la Belle Époque (° 2 juillet 1869).
- 1955 : Eberhardt Illmer, footballeur allemand (° 30 janvier 1888).
- 1956 : 
  - Robert Walser, écrivain suisse (° 15 avril 1878).
  - Holmes Herbert, acteur britannique (° 30 juillet 1882).
- 1959 : Jack Tresadern, footballeur anglais (° 26 septembre 1890).
- 1963 : Titina De Filippo, actrice italienne (° 23 / 27 mars 1898).
- 1969 : 
  - Fritz Haas, malacologiste américain d'origine allemande (° 4 janvier 1886).
  - Louise de Vilmorin (Louise Levêque de Vilmorin dite), écrivaine française (° 4 avril 1902).
- 1970 : Lillian Board, athlète britannique (° 13 décembre 1948).
- 1971 : Robert Lowery, acteur américain (° 17 octobre 1913).
- 1972 : Harry S. Truman, homme politique américain, 33è président des États-Unis, de 1945 à 1953 (° 8 mai 1884).
- 1973 : William Haines, acteur américain (° 2 janvier 1900).
- 1974 : 
  - Knudåge Riisager, compositeur danois (° 6 mars 1897).
  - Hamilton Kerr, journaliste et homme politique britannique (° 1er août 1902).
  - Armand Marcelle, rameur français (° 10 octobre 1905).
  - Jack Benny, acteur, humoriste et producteur américain (° 14 février 1894).
  - Farid El Atrache, auteur-compositeur-interprète et acteur syro-égyptien (° 19 octobre 1910).
  - Frederick Dalrymple-Hamilton, militaire britannique (° 27 mars 1890).
  - Frank Hussey, athlète américain (° 14 février 1905).
- 1975 : 
  - Rose Livingston, suffragette américaine (° 1876).
  - Pascal Bonetti, poète et journaliste français (° 5 mai 1884).
  - Jean-Louis Baribeau, homme politique québécois (° 19 mars 1893).
- 1976 : 
  - Ernest Ziller, peintre français (° 10 mars 1897).
  - Jens Einar Meulengracht, médecin danois (° 7 avril 1887).
  - Louise Carrier, peintre canadienne (° 4 août 1925).
  - Eugène Achard, écrivain et bibliothécaire français (° 3 avril 1884).
- 1977 : 
  - Howard Hawks, réalisateur américain (° 30 mai 1896).
  - Gina Palerme, actrice et chanteuse française (° 18 décembre 1885).
  - William L. Langer, historien américain (° 16 mars 1896).
  - Laura Fermi, écrivaine américaine (° 16 juin 1907).
  - Felix Benzler, diplomate allemand (° 10 mars 1891).
  - Abdelkrim Benjelloun Touimi, homme politique marocain (° 1911).
- 1978 : Louis-Philippe Hébert, acteur québécois (° 1900).
- 1983 : 
  - Roger Normand, athlète français (° 9 février 1912).
  - Stéphane Errard, spéléologue français (° 31 octobre 1907).
- 1984 : Chan Sy (ចាន់ ស៊ី), homme politique cambodgien, Premier ministre du Cambodge de 1981 à 1984 (° 1932).
- 1985 : 
  - Dian Fossey, zoologiste et primatologue américaine (° 16 janvier 1932).
  - Antoine Rivard, homme politique et juge québécois (° 14 novembre 1898).
  - Margarete Schön, actrice allemande (° 7 avril 1895).
- 1986 : Elsa Lanchester, actrice anglaise (° 28 octobre 1902).
- 1987 : Neil Colville, hockeyeur professionnel canadien (° 4 août 1914).
- 1988 : John Loder (John Muir Lowe dit), acteur américain (° 3 janvier 1898).
- 1989 : Douglas Norman « Doug » Harvey, hockeyeur sur glace québécois (° 19 décembre 1924).
- 1990 : Gene Callahan, directeur artistique américain (° 7 novembre 1923).
- 1992 : Nikita Magaloff (Никита Дмитриевич Магалов), pianiste russe (° 21 février 1912).
- 1993 : Jeff Morrow, acteur américain (° 13 janvier 1907).
- 1994 :
  - Sylva Koscina, actrice italienne (° 22 août 1933).
  - Pietro Pavan, cardinal italien, recteur de l'université pontificale du Latran de 1969 à 1974 (° 30 août 1903).
  - Germaine Rouer, comédienne française (° 2 novembre 1897).
- 1996 : Narciso Jubany Arnau, cardinal espagnol, archevêque de Barcelone de 1971 à 1990 (° 12 août 1913).
- 1997 : 
  - Cahit Arf, mathématicien turc (° 11 octobre 1910).
  - Cornelius Castoriadis, philosophe français ( ° 11 mars 1922).
  - Doda Conrad, chanteur de basse américaine (° 19 février 1905).
  - Vanda Gréville, actrice britannique (° 10 janvier 1908).
- 1998 : 
  - Cathal Goulding, nationaliste irlandais (° 30 décembre 1922).
  - Raymond Halter, prêtre catholique français (° 6 décembre 1925).
  - Hurd Hatfield, acteur américain (° 7 décembre 1917).
- 1999 : 
  - Yvan Canuel, acteur québécois (° 8 avril 1935).
  - Jean-Claude Daunat, cycliste sur route français (° 14 septembre 1945).
  - Shankar Dayal Sharma (शंकर दयाल शर्मा), homme politique indien, président de l'Inde de 1992 à 1997 (° 19 août 1918).
  - Robert Hainard, artiste, écrivain et naturaliste suisse (° 11 septembre 1906).
  - Curtis Mayfield, compositeur, chanteur, guitariste et producteur américain (° 3 juin 1942).
- 2000 : Jason Robards, acteur américain (° 26 juillet 1922).

### XXIesiècle
- 2001 : 
  - Nigel Hawthorne, acteur et producteur britannique (° 5 avril 1929).
  - Simone Morand, professeure française bretonne de musique, militante de culture gallèse (° 5 janvier 1914).
- 2002 : Herbert « Herb » Ritts Jr., photographe américain (° 13 août 1952).
- 2003 : Georges Boudarel, universitaire français (° 21 décembre 1926).
- 2004 : 
  - Johnny Catherine, boxeur français (° 19 septembre 1970).
  - Reginald Howard « Reggie » White, joueur américain de football américain (° 19 décembre 1961).
- 2005 : 
  - Vincent Schiavelli, acteur américain (° 10 novembre 1948).
  - Frank Schrauwen, footballeur belge (° 4 juillet 1948).
  - Erich Topp, commandant de sous-marins allemands (° 2 juillet 1914).
  - Guy Delorme, acteur et cascadeur français (° 23 mai 1929).
- 2006 : 
  - Gerald Ford (Leslie Lynch King Jr. dit), homme politique et avocat américain, président des États-Unis de 1974 à 1977 (° 14 juillet 1913).
  - Ivar Formo, fondeur norvégien (° 24 juin 1951).
  - Alan Lear, dramaturge écossais (° 26 octobre 1953).
  - Fernand Nault, chorégraphe québécois (° 27 décembre 1920).
- 2007 : Joe Dolan, chanteur irlandais (° 16 octobre 1939).
- 2008 :
  - Georges Belmont, linguiste, journaliste, éditeur et traducteur français (° 19 juillet 1909).
  - Victor Van Offenwert, footballeur belge (° 5 janvier 1930).
- 2009 : Yves Rocher, homme d'affaires franco-breton de la cosmétique (° 7 avril 1930).
- 2010 : Teena Marie (Mary Christine Brockert dite), chanteuse, musicienne et compositrice américaine (° 5 mars 1956).
- 2011 : Pedro Armendáriz Jr., acteur et producteur mexicain de cinéma et de télévision (° 6 avril 1940).
- 2012 : 
  - Gerry Anderson, producteur de télévision britannique (° 14 avril 1929).
  - Fontella Bass, chanteuse américaine (° 3 juillet 1940).
- 2013 :
  - Arthur Conte, historien, écrivain et homme politique français (° 31 mars 1920).
  - Nag Ansorge, cinéaste suisse (° 28 février 1925).
  - Marta Eggerth, soprano et actrice hongroise (° 17 avril 1912).
- 2014 : 
  - Leonard Clemence « Léo » Tindemans, homme politique belge, Premier ministre belge de 1974 à 1978 (° 16 avril 1922).
  - Rhodes Reason, acteur américain (° 19 avril 1930).
- 2016 : 
  - Barbara Tarbuck, actrice américaine (° 15 janvier 1942).
  - Madeleine Front, skieuse alpine française (° 22 avril 1930).
- 2017 : 
  - Johnny Bower, joueur canadien de hockey sur glace (° 8 novembre 1924).
  - Gualtiero Marchesi, chef cusinier italien (° 10 mars 1930).
  - Philippe Rondot, général de division français (° 5 octobre 1936).
- 2018 : 
  - Frank Adonis, acteur et réalisateur américain (° 27 octobre 1935).
  - Fabio Carpi, réalisateur italien (° 19 janvier 1925).
  - Jorge Grau, réalisateur espagnol (° 27 octobre 1930).
  - Michel Ciry, peintre et écrivain français (° 31 août 1919).
  - Theodore Antoniou, compositeur et chef d'orchestre américano-grec (° 10 février 1935).
  - John Culver, homme politique américain (° 8 août 1932).
- 2019 :
  - Jerry Herman, compositeur et pianiste américain (° 10 juillet 1931).
  - Sue Lyon, actrice américaine (° 10 juillet 1946).
  - Claude Régy, metteur en scène de théâtre français (° 1er mai 1923).
- 2020 : George Blake, espion d'origine britannique (° 11 novembre 1922).
- 2021 :
  - Giacomo Capuzzi, évêque catholique italien (° 14 octobre 1929).
  - Raymond Fau, auteur-compositeur et interprète de chants liturgiques français (° 16 août 1936).
  - Henri Losch, enseignant et acteur luxembourgeois (° 16 juillet 1931).
  - Károlos Papoúlias, homme politique grec (° 4 juin 1929).
  - Desmond Tutu, évêque anglican sud-africain (° 7 mai 1931).
  - Sarah Weddington, avocate américaine (° 5 février 1945).
  - Edward Osborne Wilson, biologiste américain (° 10 juin 1929).
- 2023 : 
  - Patrick Buisson, journaliste français (° 19 avril 1949).
  - Wolfgang Schäuble, homme politique allemande (° 18 septembre 1942).

## Célébrations

### Internationales et nationales
- Boxing Day (ou "Après-Noël" en francophonies nord-américaines ci-après), autrefois journée de distribution de cadeaux aux pauvres, d'emboîtement (in boxes) de restes alimentaires des 24 et 25 décembre pour domestiques et employés[7], chômé et même férié dans la plupart des pays suivants, sauf de nos jours dans des magasins, où ce serait une journée spéciale d'aubaines commerciales (premiers « soldes » d'après Noël )[8] (Allemagne, Canada dont Acadie, Québec et autres francophones, Chypre, Commonwealth,Danemark (« Juledag » / jour de Yule, voir 25 aux 21 décembre de solstice), États-Unis dont Acadie francophone, Finlande, Grèce, Hongrie, Islande, Lituanie, Norvège, Pays-Bas, Pologne, Slovaquie, Suède, Suriname , etc.) ;
  - journée jouée de Premier League de football soccer en Angleterre et Galles voire au Royaume-Uni entier (?), sans trêve des confiseurs comme dans les autres championnats européens ;
  - de Top 14 de rugby en France (hors périodes de covid désormais), etc.

- Premier jour de Kwanzaa dans la diaspora de l'Union africaine et aux États-Unis : une semaine de célébration destinée à promouvoir et réaffirmer les liens entre les noirs d’Amérique et leur Afrique originelle.

- Bahamas : premier des deux jours de Junkanoo, avec des fêtes de rue(s) ; le deuxième jour se déroule au jour de l'an.
- Pays de Galles, Irlande, Île de Man (monde celtique en partie ou tout) : Wren Day (en), spectacles de rue réalisés par des mimes déguisés en souvenir d'un ancien festival druidique comme plus loin.
- Namibie : Family day / « fête de la famille »[9], peut-être sous l'influence de la chrétienté, Noël puis le dimanche de la Sainte Famille.
- Îles Salomon (Mélanésie en Océanie Pacifique) : voir plus bas religion post-coloniale.
- Slovénie : dan samostojnosti in enotnosti (sl), journée de l'indépendance et de l'unité[10] commémorant la proclamation des résultats du référendum sur l'indépendance du 23 décembre 1990 vis-à-vis de l'ex-Yougoslavie.

### Religieuses
- Fête celte du Wren Day (en) comme ci-avant.

- Christianisme,
  - en orthodoxie : station dans la Sainte-Sion avec mémoire du roi David et de Jacques dit le juste, frère (sic) du Seigneur et lectures de II Rg. 5, 1-10 ; Ac. 15, 13-29 ; Jc. 1, 1(-12) ; Ga. 1, 11-20 et de Mt. 22, 41-46 dans le lectionnaire de Jérusalem. Cette célébration se situait le 25 décembre, des IVe et VIe siècles, ce qui explique pourquoi l'Église de Jérusalem attendit si longtemps pour introduire la Nativité de Jésus au 25 décembre et transformer en conséquence la fête du 6 janvier, où elle était primitivement célébrée.
  - Thanksgiving day / jour de l'« action de grâce » aux îles Salomon (Mélanésie en Océanie Pacifique).
  - « Fête de la Saint-Étienne »[11], souvent fériée ou non ouvrée, la lapidation de saint Étienne ci-après, sous les yeux de Saül de Tarse futur saint Paul, d'après les Actes des apôtres, marquant une rupture entre judaïsme et christianisme primitif, selon les premiers conciles chrétiens qui suivront [en Europe et en particulier en Allemagne, Alsace (ex-Bas-Rhin et ex-Haut-Rhin ; aujourd'hui en France), Autriche, Bulgarie, Croatie, Catalogne (Espagne), Danemark, Estonie, Finlande, Grèce, Hongrie, Irlande, Italie, Lettonie, Lituanie, Luxembourg, Moselle (aujourd'hui en Lorraine, en France), Pays-Bas, Pologne, Roumanie, Royaume-Uni de Grande-Bretagne et Irlande du Nord ou Ulster)[12], Slovaquie, Slovénie, Suède, dans plusieurs cantons de Suisse, Tchéquie (avec bains fluviaux en pleine Prague[13]) -au moins 23 États de l'Union européenne en tout-, ainsi qu'il y a peu à Hong Kong (Chine).

### Saints des Églises chrétiennes

#### Saints des Églises catholiques et orthodoxes
- Archélaos (en) († 278) — ou « Archelaus » —, évêque de Cascar, en Mésopotamie, qui combattit l'hérésie de Manès, ou manichéisme, notamment lors du colloque de Cascar.
- Denys de Rome († 268), 25e pape, de 260 à 268.
- Étienne [† vers 35 ou entre 29 et 39[16] - ° au Ier siècle avant ou après Jésus-Christ dont il n'aurait pas été un disciple direct connu de son vivant terrestre, sinon post-mortem (et post-résurrection & premières apparitions / théophanies comme infra)]
  - —ou « Saint Étiole » etc. comme ci-après également— ;
  - personnage des Actes des Apôtres (Ac) dans le Nouveau Testament biblique, prédicateur juif du Ier siècle par rapport au n.s., clamant publiquement la résurrection de Jésus de Nazareth exécuté quelque temps auparavant, très virulent envers ses juges religieux juifs lors de son procès à Jérusalem, condamné par eux et lapidé en présence du futur Saint Paul alors anti-christiens ; considéré de ce fait comme le premier martyr (protomartyr) de la chrétienté et a posteriori comme son premier diacre (protodiacre) ;
  - Saint Étienne fêté(e) plutôt les lendemains 27 décembre en Orient et aussi les 2 août en Orient comme en Occident pour la translation de ses reliques.
- Euthyme de Sardes (IXe siècle), évêque à Sardes, en Lydie, martyr sous le règne de l’empereur Michel le Bègue, et sur l’ordre de son fils Théophile ; fêté aussi le 11 mars.
- Marin (IIIe siècle), sénateur romain, arrêté pour sa foi en Jésus-Christ, torturé comme un esclave puis décapité.
- Tathai (Ve siècle), Abbé.
- Théodore le Sacristain (en) (VIe siècle), sacristain de la basilique Saint-Pierre de Rome.
- Zénon de Maïouma (Ve siècle), évêque.
- Zozime († 418), Pape (41e).

#### Saints et bienheureux des Églises catholiques
- Agathe Phutta († 1940), Bienheureuse laïque thaïlandaise morte martyre.
- Agnès Phila († 1940), Bienheureuse religieuse morte martyre.
- Cécile Butsi († 1940), Bienheureuse laïque thaïlandaise morte martyre.
- Daniel de Villers (XIIe siècle), bienheureux moine.
- Lucie Khambang († 1940), Bienheureuse religieuse morte martyre.
- Marie Phon († 1940), Bienheureuse laïque thaïlandaise morte martyre.
- Marguerite Hohenfels († 1150), bienheureuse moniale bénédictine.
- Marie Vincente Lopez († 1890), religieuse espagnole, fondatrice de l'institut des Filles de Marie Immaculée.
- Paganus de Lecco († 1274), bienheureux religieux dominicain.
- Philippe Siphong († 1940), catéchiste, martyrisé à Songk-Hong, en Thaïlande.
- Second Pollo († 1941), Bienheureux prêtre italien.
- Viviane Hampai († 1940), Bienheureuse laïque thaïlandaise morte martyre.

#### Saints orthodoxes,aux dates parfois"juliennes"ou orientales
- Constantin le Russe (ru) († 1742).
- Irinarh († 1859), fils d'un boyard russe de Moldavie, et qui vécut trente ans au mont Athos, puis gagna la Terre sainte, où il mena une vie érémitique et construisit un sanctuaire sur le mont Thabor.
- Nicodème de Tismana († 1404 ou 1406) dit le Sanctifié — ou « Nicodim le Pieux » —, moine athonite de Roumanie, ascète à Tismana, en Olténie, père de l'hésychasme roumain.

### Prénoms du jour
- Étienne,
- ses variantes et diminutifs masculins, par exemple Esteban, Estèphe, Estève, Estienne, Étiole, Stef, Stefan, Stéfan, Stefano, Stepan, Stéphane, Stephen, Steve, Steven(n), etc. (voir aussi 16 août par exemple) ;
- et leurs variantes et diminutifs féminins : Étiennette, Fanny, parfois aux Nina, Stefania, Stefany, Stèffe, Steffi, Steffy, Stéphanie, Stephany, Stèphe, Stephenie, Tiennette, etc. (autre(s) date(s) possible(s) à redéterminer pour les Stéphanie).

Pour les Tiffany, Tiffen, Tiphaine, Tiphène, Typhaine, etc., voir plutôt ou aussi : 
- la théophanie de l'Épiphanie proprio sensu (début janvier), sinon la Befana ;
- voire celle de la Transfiguration (6 août) ;
- ou même celle(s) ainsi considérées par la tradition chrétienne orthodoxe, avec souvent son calendrier "julien" / propre correspondant aux dates occidentales / grégoriennes telles que celles :
  - du baptême du christ (10 janvier) ;
  - de la conversion de Paul (25 janvier) et autres « apparitions » ou simples manifestations de Dieu à ses voyants, comme à Lourdes un 11 février du XIXe siècle, etc. ;
  - de la présentation de Jésus au Temple (2 février) sinon celle de sa mère Marie vers septembre ;
  - de la Visitation de Marie à sa cousine plus âgée Elisabeth elle-même tardivement enceinte du futur Jean le baptiseur tressaillant de reconnaissance à un moment en son sein (31 mai) ;
  - de l'Ascension de Jésus sinon celle de sa mère Marie (Dormition et Assomption, 15 août), etc.

## Traditions et superstitions

### Dictons
- « À la saint Étienne, chacun trouve la sienne. »[17]
- « À la saint Étienne, les jours croissent d'une aiguillée de laine. »[18]
- « À la saint Étienne, pas de vent, pour le vin c'est excellent. »[19] (dicton auvergnat)
- « À la tienne [ta santé], Étienne ! », homéotéleute populaire pour trinquer, refrain d'une chanson à boire en francophonie.
- « Chaleur de saint Étienne, appareille la treille. » et aussi
- « Dans la nuit qui amène saint Étienne, s'il fait du vent, le vin sera très abondant. » et encore
- « Si l'on veut que le raisin vienne, faut du chaud à la saint Étienne. »
- « S'il pleut le jour de saint Étiole, il n'est pas de badioles. » (dicton breton)[20],[21].

### Astrologie
- Signe du zodiaque : 5e jour du Capricorne.